# 藏书癖
藏书癖（bibliomania），或稱藏書狂，是囤積病的一種，指收藏書籍的行為已達到影響其日常社交或身體健康之強迫症。在許多有關書籍的心理疾病裡，藏书癖者的特徵在於收集對個人無用且對真的收藏家也無益的書籍，對同一本書重複購買和無用及無趣的書本大量地累積等，都是常見症狀。
藏书癖不應該和愛書族混為一談，愛書族是合情合理的范围内去喜歡熟悉書籍，並不被認為是一種夸张过火的心理疾病。
其他和書有關的異常行為還包括有吃書（噬書症）、強迫偷書（盜書癖）、隱藏書（bibliotaphy）和燒書（bibliocaust）等行為。

## 例子
- 梅爾·吉勃遜（Mel Gibson）在1997年上映的《絕命大反擊》（Conspiracy Theory）這部電影內飾演一個有觸發點的愛書狂，一種會使他每次走出公寓時，便會去買一本傑羅姆·大衛·塞林格（(J. D. Salinger）所著之小說（Catcher In The Rye）的強迫症。
- 英國古文物收集家托馬斯·菲利普斯（英语：Thomas Phillipps）（1792－1872），患有很嚴重的藏書癖，散盡家財甚至借款收購書籍及手抄本，直到他死去為止。生前收藏超過了十六萬本書籍和手抄本，死後一百年都還在拍賣。